# Natalija Ivanivna Kobryns'ka
Natalija Ivanivna Kobryns'ka (in ucraino Наталія Іванівна Кобринська?; in russo Наталия Ивановна Кобринская?, Natalija Ivanovna Kobrinskaja; Beleluja, 8 giugno 1855 – Bolechiv, 22 gennaio 1920) è stata una scrittrice, giornalista, attivista e femminista ucraina, fondatrice dell'Associazione delle donne ucraine nel 1884. Insieme a Olena Pčilka, è stata la prima giornalista ucraina.

## Biografia
Natalija Ozarkevyč, figlia del reverendo Ivan Ozarkevyč, un sacerdote che in seguito fu eletto al parlamento austriaco e Teofilja Okunevs'ka, nacque nel villaggio di Beleluja nella Galizia. A quel tempo, alle donne non era permesso di proseguire l'educazione oltre il livello elementare e quindi era principalmente istruita a casa. Studiò diverse lingue: tedesco, francese, polacco e russo. Nel 1871, sposò Theofil Kobrynsky, che morì alcuni anni dopo e lei fu costretta a tornare a Bolechiv per vivere con i suoi genitori.

## Carriera
In viaggio a Vienna con suo padre, conobbe Ivan Franko; Franko la incoraggiò a impegnarsi per migliorare lo status delle donne ucraine e di incoraggiarle a cercare l'uguaglianza con gli uomini. Così, nel 1884, organizzò il Tovarystvo Rus'kych Žinok (Associazione delle donne ucraine) con l'intento di migliorare la condizione delle donne attraverso l'educazione, facendole conoscere la letteratura e promuovendo discussioni sui diritti delle donne. Nel 1890, fece parte di una delegazione che esercitò pressioni sul Ministro della Pubblica Istruzione per consentire alle donne di frequentare l'università. Sostenne inoltre il suffragio universale, l'apertura degli asili e delle cucine comunali.
Scrisse il suo primo racconto Šumins'ka - in seguito noto come Lo spirito dei tempi, nel 1883; l'anno seguente scrisse una la Per un pezzo di pane. Nel 1887, con Olena Pčilka, curò Peršyj Vinok ("La prima ghirlanda"), una raccolta di scritti di donne ucraine. La casa editrice di Kobryns'ka Žinoča Sprava ("La causa delle donne") produsse tre numeri di un almanacco femminile chiamato Naša dolja ("Il nostro destino").
Morì a Bolechiv nel 1920.
Le sue opere furono tradotte in inglese per le collezioni The Spirit of the Times (1998) e Warm the Children, O Sun (1998).

## Opere
- Verso la fine della vita (saggio psicologico), 1910[6]
- Opere scelte, Kiev (1980)
- Autobiografia // Kobrinskaya N. Opere scelte, Kiev (1980)
- Lo spirito dei tempi. La storia, Leopoli (1990)